# Saison 2 de Finding Carter
Chronologie
Saison 1
Cet article présente le guide des vingt-quatre épisodes de la deuxième saison de la série télévisée américaine Finding Carter.

## Généralités
Le 19 août 2014, MTV renouvelle la série pour une deuxième saison de douze épisodes. Puis le 18 mai 2015, la chaîne commande douze épisodes supplémentaires portant la saison à 24 épisodes
- Aux États-Unis, la saison est diffusée depuis le 31 mars 2015.
- Au Canada, elle est diffusée en simultanée sur MTV (Canada).
- En France, la saison sera diffusée à partir du 8 mai 2015 sur MTV France[réf. nécessaire].

## Distribution

### Acteurs principaux
- Kathryn Prescott : Carter Stevens (née Lindon Wilson)
- Cynthia Watros : Elizabeth Wilson
- Alexis Denisof : David Wilson
- Anna Jacoby-Heron : Taylor Wilson
- Zac Pullam (de) : Grant Wilson

### Acteurs récurrents
- Milena Govich : Lori Stevens
- Ben Winchell (en) : Benjamin « Ben » Wallace[3]
- Alex Saxon : Max
- Vanessa Morgan : Beatrix « Bird »
- Jesse Henderson : Gabe
- Jesse Carere (en) : Ofe
- Caleb Ruminer (tr) : Cameron « Crash » Mason
- Eddie Matos (en) : Kyle
- Meredith Baxter : Grand-mère Joan
- Robert Pine : Grand-père Buddy
- Stephen Guarino (en) : Toby
- Andi Osho : Susan Sherman
- Michael Roark (de) : Shay, oncle de Crash[4]
- Jackson Rathbone : Jared[5]
- Erin Chambers : Hillary
- Sabina Gadecki : Abby
- Michael Roark : Shay
- Kristofer Holst : Seth
- Stephanie Drapeau : Karen, la mère de Max
- Scott Reeves : Bill, le père de Max

## Épisodes

### Épisode 1:Secret de famille
- États-Unis /  Canada : 31 mars 2015 sur MTV[6] / MTV (Canada)
- France : 8 mai 2015 sur MTV France

- États-Unis : 1,1 million de téléspectateurs[7] (première diffusion)

### Épisode 2:Confession intime
- États-Unis /  Canada : 7 avril 2015 sur MTV / MTV (Canada)
- France : 8 mai 2015 sur MTV France

- États-Unis : 829 000 téléspectateurs[8] (première diffusion)

### Épisode 3:Rupture
- États-Unis /  Canada : 14 avril 2015 sur MTV / MTV (Canada)
- France : 15 mai 2015 sur MTV France

- États-Unis : 822 000 téléspectateurs[9] (première diffusion)

### Épisode 4:Enfants parents
- États-Unis /  Canada : 21 avril 2015 sur MTV / MTV (Canada)
- France : 15 mai 2015 sur MTV France

- États-Unis : 791 000 téléspectateurs[10] (première diffusion)

### Épisode 5:Examen de conscience
- États-Unis /  Canada : 28 avril 2015 sur MTV / MTV (Canada)
- France : 22 mai 2015 sur MTV France

- États-Unis : 761 000 téléspectateurs[11] (première diffusion)

### Épisode 6:Effets secondaires
- États-Unis /  Canada : 5 mai 2015 sur MTV / MTV (Canada)
- France : 22 mai 2015 sur MTV France

- États-Unis : 661 000 téléspectateurs[12] (première diffusion)

### Épisode 7:Sur le fil du rasoir
- États-Unis /  Canada : 12 mai 2015 sur MTV / MTV (Canada)
- France : 29 mai 2015 sur MTV France

- États-Unis : 723 000 téléspectateurs[13] (première diffusion)

### Épisode 8:Retour aux sources
- États-Unis /  Canada : 19 mai 2015 sur MTV / MTV (Canada)
- France : 29 mai 2015 sur MTV France

- États-Unis : 577 000 téléspectateurs[14] (première diffusion)

### Épisode 9:Irréversible
- États-Unis /  Canada : 26 mai 2015 sur MTV / MTV (Canada)
- France : 5 juin 2015 sur MTV France

- États-Unis : 543 000 téléspectateurs[15] (première diffusion)

### Épisode 10:Rumeurs insidieuses
- États-Unis /  Canada : 2 juin 2015 sur MTV / MTV (Canada)
- France : 19 juin 2015 sur MTV France

- États-Unis : 691 000 téléspectateurs[16] (première diffusion)

### Épisode 11:Démolition
- États-Unis /  Canada : 9 juin 2015 sur MTV / MTV (Canada)
- France : 19 juin 2015 sur MTV France

- États-Unis : 529 000 téléspectateurs[17] (première diffusion)

### Épisode 12:Le Procès
- États-Unis /  Canada : 16 juin 2015 sur MTV / MTV (Canada)
- France : 26 juin 2015 sur MTV France

- États-Unis : 556 000 téléspectateurs[18] (première diffusion)

### Épisode 13:Le Fils naturel
- États-Unis /  Canada : 6 octobre 2015 sur MTV[19] / MTV (Canada)
- France : 1er juin 2016 sur MTV France

- États-Unis : 473 000 téléspectateurs[20] (première diffusion)

### Épisode 14:L'Heure des choix
- États-Unis /  Canada : 13 octobre 2015 sur MTV / MTV (Canada)
- France : 1er juin 2016 sur MTV France

- États-Unis : 523 000 téléspectateurs[21] (première diffusion)

### Épisode 15:Amitiés fragiles
- États-Unis /  Canada : 20 octobre 2015 sur MTV / MTV (Canada)
- France : 8 juin 2016 sur MTV France

- États-Unis : 357 000 téléspectateurs[22] (première diffusion)

### Épisode 16:La Rave party
- États-Unis /  Canada : 27 octobre 2015 sur MTV / MTV (Canada)
- France : 8 juin 2016 sur MTV France

- États-Unis : 488 000 téléspectateurs[23] (première diffusion)

### Épisode 17:Qui sème le vent...
- États-Unis /  Canada : 3 novembre 2015 sur MTV / MTV (Canada)
- France : 15 juin 2016 sur MTV France

- États-Unis : 401 000 téléspectateurs[24] (première diffusion)

### Épisode 18:Les Trois Sœurs
- États-Unis /  Canada : 10 novembre 2015 sur MTV / MTV (Canada)
- France : 15 juin 2016 sur MTV France

- États-Unis : 544 000 téléspectateurs[25] (première diffusion)

### Épisode 19:Retiens-moi
- États-Unis /  Canada : 17 novembre 2015 sur MTV / MTV (Canada)
- France : 22 juin 2016 sur MTV France

- États-Unis : 467 000 téléspectateurs[26] (première diffusion)

### Épisode 20:La Solitude des cœurs
- États-Unis /  Canada : 24 novembre 2015 sur MTV / MTV (Canada)
- France : 22 juin 2016 sur MTV France

- États-Unis : 361 000 téléspectateurs[27] (première diffusion)

### Épisode 21:The Death of the Heart
- États-Unis /  Canada : 1er décembre 2015 sur MTV / MTV (Canada)
- France : 29 juin 2016 sur MTV France

- États-Unis : 303 000 téléspectateurs[28] (première diffusion)

### Épisode 22:Mises au point
- États-Unis /  Canada : 8 décembre 2015 sur MTV / MTV (Canada)
- France : 29 juin 2016 sur MTV France

- États-Unis : 358 000 téléspectateurs[29] (première diffusion)

### Épisode 23:Une pluie de mensonges
- États-Unis /  Canada : 15 décembre 2015 sur MTV / MTV (Canada)
- France : 6 juillet 2016 sur MTV France

- États-Unis : 337 000 téléspectateurs[30] (première diffusion)

### Épisode 24:Rédemption
- États-Unis /  Canada : 15 décembre 2015 sur MTV / MTV (Canada)
- France : 6 juillet 2016 sur MTV France

- États-Unis : 334 000 téléspectateurs[30] (première diffusion)